# أندير أسترالاغا
أندير أسترالاغيا أرانغورين (بالإسبانية: Ander Astralaga Aranguren؛ مواليد 3 مارس 2004) هو لاعب كرة قدم إسباني يلعب كحارس مرمى مع نادي غرناطة على سبيل الإعارة من نادي برشلونة.

## مسيرته الكروية

### بدايته
وُلِد أسترالاجا في بيرانغو، بسكاية، إقليم الباسك، وبدأ مسيرته مع نادي كارابيجان المحلي. وفي عام 2014، انتقل بعد ذلك إلى أكاديمية الشباب التابعة لنادي أتليتيك بلباو. وفي صيف عام 2018، جاء أسترالاجا إلى لا ماسيا وانضم إلى فريق تحت 16 عامًا. وهناك واصل النمو، ومن خلال نظام الشباب بالفريق، لعب أول مباراة له مع برشلونة أتلتيك ضد بيتيس ديبورتيفو في 27 مارس 2022.
في 28 يناير 2023 تم ضم أستراليجا لأول مرة إلى تشكيلة يوم المباراة ضد نادي جيرونا. في أبريل 2023، توصل إلى اتفاق مع نادي برشلونة لتمديد عقده حتى يونيو 2025. في المباراة النهائية لعام 2023، في 22 ديسمبر في دالاس، ظهر لأول مرة بشكل غير رسمي مع الفريق الأول خلال مباراة ودية ضد نادي أمريكا.

## مسيرته الدولية
مثل أندير أسترالاجا إسبانيا على المستوى الدولي للشباب. في 10 أكتوبر 2021، شارك لأول مرة مع إسبانيا تحت 18 سنة ضد رومانيا تحت 18 سنة. لعب ما مجموعه ست مباريات، قبل ترقيته إلى إسبانيا تحت 19 سنة. في 29 أغسطس 2022، ظهر أسترالاجا لأول مرة مع منتخب تحت 19 سنة ضد إسرائيل تحت 19 سنة في مباراة ودية، والتي انتهت بالتعادل 0–0. في مباراته الثالثة مع منتخب تحت 19 سنة في 10 يوليو 2023، لعب ضد النرويج تحت 19 سنة في بطولة أمم أوروبا تحت 19 سنة، والتي انتهت بالتعادل 0–0.

## حياته الشخصية
أخته الصغرى إوناتي (من مواليد 2005) هي أيضًا لاعبة كرة قدم وحارسة مرمى كانت تلعب لصالح نادي أتليتيك فيمينينو ب ومنتخب إسبانيا تحت 19 سنة في عام 2024.

## الإحصائيات

### النادي
آخر تحديث 19 أكتوبر 2024. 
| النادي    | الموسم   | الدوري                         | الدوري | الدوري  | كأس الملك | كأس الملك | قاري   | قاري    | أخرى   | أخرى    | المجموع | المجموع |
| النادي    | الموسم   | الدرجة                         | الظهور | الأهداف | الظهور    | الأهداف   | الظهور | الأهداف | الظهور | الأهداف | الظهور  | الأهداف |
| --------- | -------- | ------------------------------ | ------ | ------- | --------- | --------- | ------ | ------- | ------ | ------- | ------- | ------- |
| برشلونة ب | 2021–22  | الدوري الإسباني الدرجة الثالثة | 1      | 0       | —         | —         | —      | —       | —      | —       | 1       | 0       |
| برشلونة ب | 2022–23  | الاتحاد الأول                  | 2      | 0       | —         | —         | —      | —       | 1      | 0       | 3       | 0       |
| برشلونة ب | 2023–24  | الاتحاد الأول                  | 16     | 0       | —         | —         | —      | —       | —      | —       | 16      | 0       |
| برشلونة ب | 2024–25  | الاتحاد الأول                  | 4      | 0       | —         | —         | —      | —       | —      | —       | 4       | 0       |
| برشلونة ب | المجموع  | المجموع                        | 23     | 0       | 0         | 0         | 0      | 0       | 1      | 0       | 24      | 0       |
| برشلونة   | 2024–25  | الدوري الإسباني                | 0      | 0       | 0         | 0         | 0      | 0       | —      | —       | 0       | 0       |
| الإجمالي  | الإجمالي | الإجمالي                       | 23     | 0       | 0         | 0         | 0      | 0       | 1      | 0       | 24      | 0       |

1. ↑  الظهور في تصفيات الاتحاد الأول 2023

## وصلات خارجية
- أندير أسترالاغا على موقع الاتحاد الأوربي (الإنجليزية)
- أندير أسترالاغا على موقع قاعدة بيانات كرة القدم.إي يو (الإنجليزية)
- أندير أسترالاغا على موقع Soccerway.com (الإنجليزية)